# Эванжелиста, Лукас
Лукас Эванжелиста Сантана де Оливейра (порт. Lucas Evangelista Santana de Oliveira; 6 мая 1995, Лимейра, штат Сан-Паулу) — бразильский футболист, нападающий клуба «Ред Булл Брагантино».

## Биография
Лукас начинал свою карьеру в скромном «Деспортиво Бразил», однако уже там обратил на себя внимание такого клуба, как «Манчестер Юнайтед». В 2012 году он даже был арендован одной из молодёжных команд «красных дьяволов» Однако закрепиться в английском клубе Лукасу не удалось и он отправился на правах аренды в другой клуб, «Сан-Паулу».
Лукас был куплен клубом в 2013 году. 2 июня 2013 году состоялся его дебют в чемпионате Бразилии. Это случилось в матче против « Атлетико Минейро». Свой первый гол он забил 11 августа 2013 года в матче против «Португезы».
28 августа 2014 года перешёл в «Удинезе» за 4 млн евро. В 2016—2018 годах на правах аренды выступал за «Панатинаикос» и «Эшторил-Прая». В 2018—2020 годах был игроком «Нанта», при этом последний сезон Эванжелиста на правах аренды провёл в португальской «Витории» (Гимарайнш).
С 2020 года выступает за «Ред Булл Брагантино». В 2021 году этот клуб впервые в своей истории вышел в финал международного турнира — Южноамериканского кубка. Лукас в этой кампании сыграл в 10 матчах своей команды из 13, и забил один гол.

## Достижения
- Вице-чемпион Греции (1): 2015/16
- Финалист Южноамериканского кубка (1): 2021